# Dietmar Bruckner
Dietmar Bruckner (* 27. Juni 1951 in Nürnberg, † Anfang September 2024) war mehrere Jahre Redakteur bei den Nürnberger Nachrichten, anschließend knapp zwanzig Jahre freier Mitarbeiter für die Wochenzeitungen Die Zeit und Rheinischer Merkur und arbeitete als freier Journalist und Buchautor.

## Leben

### Schule und Studium
Dietmar Bruckner legte sein Abitur 1972 am Hans-Sachs-Gymnasium in Nürnberg ab. Nach dem Zivildienst von 1972 bis 1974 studierte er an der FAU (Universität Erlangen-Nürnberg) Deutsch, Romanische Philologie und Theaterwissenschaft. 1982 schloss er das Studium als Magister Artium (M.A.) ab. Seine Magisterarbeit trug den Titel „Das inszenierte Leben: Phänomene des Narzissmus in den Romanen von Martin Walser“.

## Beruf

### Tageszeitungsredakteur
Nach einem längeren Aufenthalt in Frankreich als assistant d´allemand begann Dietmar Bruckner 1978 seine Mitarbeit bei den Erlanger Nachrichten. Nach einem Volontariat bei den Nürnberger Nachrichten war er dort sechs Jahre von 1984 bis 1990 als Kulturredakteur tätig.

### Freiberuflicher Journalist
Seit 1990 arbeitete er freiberuflich, u. a. lange Jahre für „Die Zeit“ in den Ressorts »Medien« und »Länderspiegel«, für den „Rheinischen Merkur“ und verschiedene Tageszeitungen.

### Dozent
Außerdem war er in der Journalisten-Ausbildung tätig. So hatte er bis 2016 einen Lehrauftrag für „Journalistisches Schreiben“ an der Universität Bayreuth und war bis 2004 Mentor für Neuere Deutsche Literaturwissenschaft am Studienzentrum Nürnberg der Fern-Universität Hagen.

### Autor
Er war Autor mehrerer Veröffentlichungen, darunter Bücher über die Stadt Nürnberg und die Stadt Bayreuth sowie Reisebücher zu Bayern insgesamt.

## Publikationen
- Nürnberg – Ein Rundgang durch die Stadtgeschichte. Ars Vivendi, Cadolzburg 2011, ISBN 978-3-86913-042-2
- Was war los in Nürnberg 1950–2000. Sutton, Erfurt 2002, ISBN 3-89702-361-X
- Mein Dublin ist hier. Junge & Sohn. Erlangen, 1990
- 111 Orte in Nürnberg, die man gesehen haben muss. emons, Köln, 2012, ISBN 978-3-95451-042-9
- Einzelporträts in: "ZEIT-Museumsführer – Die schönsten Kunstsammlungen – noch mehr Entdeckungen" (Hg. Hanno Rauterberg); Edel Germany, 2012, ISBN 978-3841901385
- 111 Orte in Bayreuth und der fränkischen Schweiz, die man gesehen haben muss. emons, Köln, 2013, ISBN 978-3-95451-130-3
- Orte der Stille in Bayern. Gmeiner, Meßkirch, 2016, ISBN 978-3839218679
- Orte der Stille in der Oberpfalz und im Bayerischen Wald. Gmeiner, Meßkirch, 2019, ISBN 978-3-8392-2451-9
- Nostalgische Winkel in Bayern, Gmeiner, Meßkirch, 2020, ISBN 978 3 8392 2743 5